# Chiesa di Santa Maria Stella Maris (Napoli)
La chiesa di Santa Maria stella maris  è una chiesa neogotica di Napoli; fu costruita verso gli inizi del XX secolo in via Lucrezia d'Alagno, nel centro storico della città, nelle immediate vicinanze della Fontana della Sellaria.

## Storia e descrizione
La chiesa sostituisce quella sita presso il vico Vacca, demolita nel XIX secolo, che ospitava dal 1561 la congrega dei venditori di ferri, nonché, da fine del XVII secolo, quella dei Tavernari e, dalla metà del XVIII secolo, quella dei Caciolii.
L'odierno edificio, eretto nel 1907, fu sede dalla Reale Arciconfraternita di Santa Maria Stella Maris e San Biagio dei Caciolii. La sua fondazione è attestata sull'iscrizione del portale.
La chiesa è chiusa al culto da numerosi decenni ed è stata adibita a deposito. Di recente, l'associazione I Sedili di Napoli ha iniziato un percorso di risanamento e restauro della struttura, facendo leva anche sulle donazioni della comunità.
L'esterno è caratterizzato da un campaniletto a punta di diamante con piccole monofore su ciascun lato; più in basso si trovano bifore, ma, stavolta, di dimensioni assai maggiori.